# Позер, Кристиан
Кристиан Позер (нем. Christian Poser; род, 16 августа 1986, Котбус) — немецкий бобслеист, разгоняющий, выступающий за сборную Германии с 2008 года. Чемпион мира, неоднократный победитель и призёр национальных первенств, различных этапов Кубка мира и Европы, участник зимних Олимпийских игр в Сочи. Прежде чем перейти в бобслей, на любительском уровне занимался лёгкой атлетикой.

## Биография
Кристиан Позер родился 16 августа 1986 года в городе Котбус (ныне — федеральная земля Бранденбург). Заинтересовался спортом уже с юных лет, активно занимался лёгкой атлетикой, бегал на спринтерские дистанции, а в 2008 году решил попробовать себя в бобслее и в качестве разгоняющего присоединился к немецкой юниорской команде. Год спустя в составе экипажа Беньямина Шмида завоевал четыре серебряные медали на различных этапах Кубка Европы и занял четвёртое место на молодёжном чемпионате мира в швейцарском Санкт-Морице. В конце 2010 года стал членом команды Мануэля Махаты и дебютировал на Кубке мира, выиграв с четвёркой два золота, серебро и две бронзы.
На домашнем чемпионате мира в Кёнигсзее в зачёте четырёхместных экипажей финишировал первым и удостоился звания чемпиона мира. В следующем сезоне продолжил выступать на таком же высоком уровне, добавил в послужной список ещё несколько медалей с Кубка мира, однако на мировом первенстве в американском Лейк-Плэсиде прошлогодний успех повторить уже не сумел, смог добраться только до третьей бронзовой позиции. На сегодняшний день Позер остаётся постоянным разгоняющим в четвёрке Махаты, участвует с ним во всех крупнейших международных стартах.
Благодаря череде удачных выступлений Позер удостоился права защищать честь страны на зимних Олимпийских играх 2014 года в Сочи, где занял седьмое место в программе четырёхместных экипажей.
Помимо занятий бобслеем, Кристиан Позер является также военнослужащим в немецкой армии, имеет звание рядового первого класса. В свободное время любит петь, рисовать и путешествовать.